# Luzillat
Luzillat település Franciaországban, Puy-de-Dôme megyében. Lakosainak száma 1157 fő (2022. január 1.). Luzillat Beaumont-lès-Randan, Charnat, Crevant-Laveine, Limons, Maringues, Mons, Saint-André-le-Coq, Saint-Denis-Combarnazat és Vinzelles községekkel határos.

## Népesség
A település népességének változása:
| Lakosok száma | 1045 | 1089 | 1125 | 1131 | 1132 | 1134 | 1145 | 1154 | 1157 |
|               | 2013 | 2015 | 2016 | 2017 | 2018 | 2019 | 2020 | 2021 | 2022 |